# ألان كورتيس (ممثل أمريكي)
ألان كورتيس (بالإنجليزية: Alan Curtis) مواليد 24 يوليو 1909 في شيكاغو - الوفاة 2 فبراير 1953 في نيويورك، الولايات المتحدة، هو ممثل أمريكي بدأ مسيرته الفنية سنة 1936. ظهر في قرابة 50 فيلما. من أعماله وقت الميل.

## روابط خارجية
ألان كورتيس على موقع IMDb (الإنجليزية)
- ألان كورتيس على موقع ألو سيني (الفرنسية)
- ألان كورتيس على موقع تيرنر كلاسيك موفيز (الإنجليزية)
- ألان كورتيس على موقع أول موفي (الإنجليزية)
- ألان كورتيس على موقع قاعدة بيانات الفيلم (الإنجليزية)